# RENFE-Baureihe 103

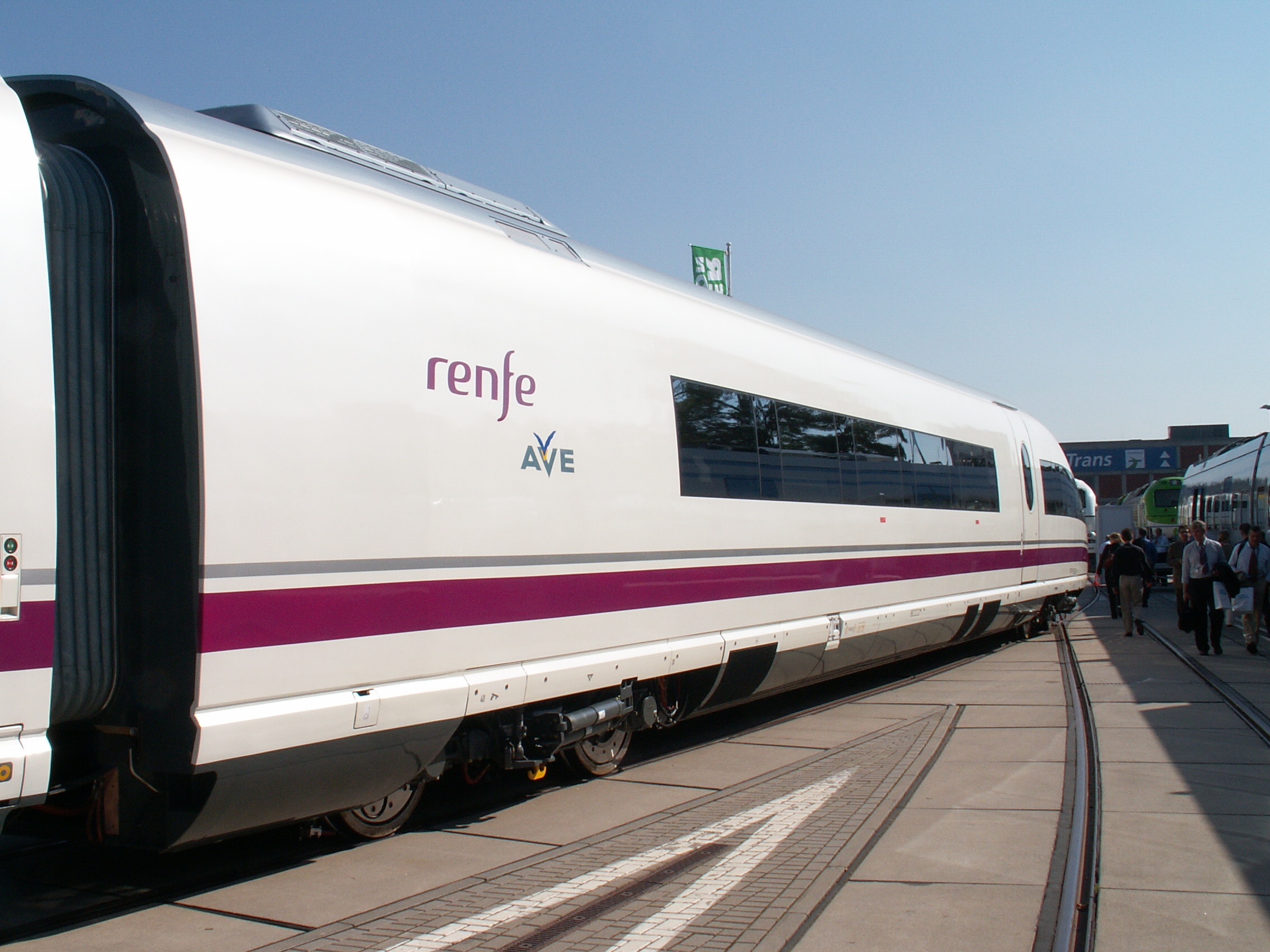
Rückansicht eines Endwagens, InnoTrans 2006

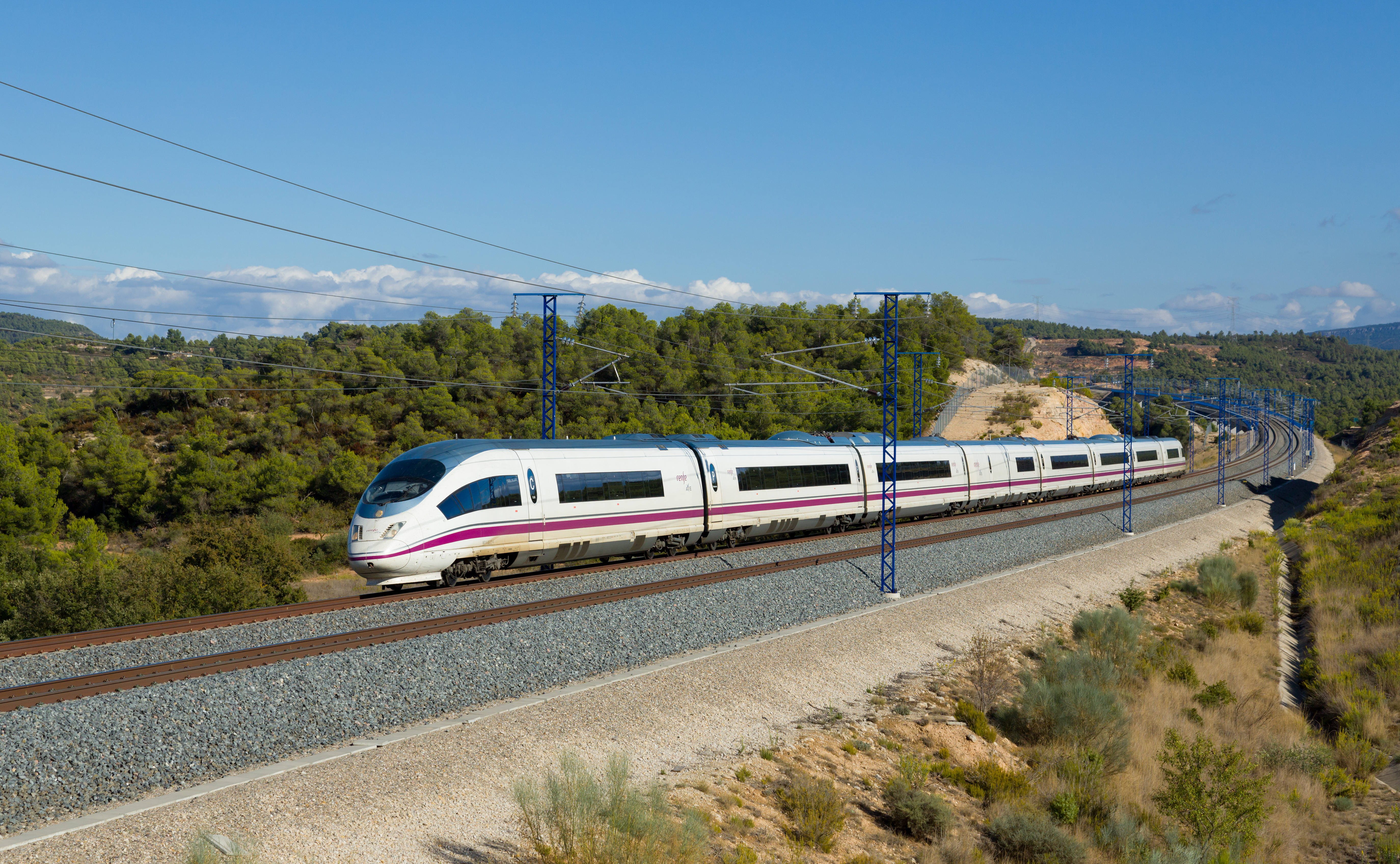
AVE 394 Barcelona – Sevilla unterwegs mit ca. 300 km/h auf der Schnellfahrstrecke Barcelona – Madrid

Die RENFE-Baureihe 103  (vom Hersteller Velaro E genannt, E für España, Spanisch für Spanien; vereinzelt auch ICE 350 E) ist der erste auf Basis der Velaro-Plattform ausschließlich von Siemens entwickelte Hochgeschwindigkeitszug. Die Spanische Staatsbahn (RENFE) bestellte als erste Bahngesellschaft insgesamt 26 achtteilige, als Velaro E bezeichnete Triebzüge der Baureihe 103. Sie wurden in Technik und Innenraumausstattung aus dem deutschen ICE 3 heraus weiterentwickelt sowie dem Einsatzgebiet und den Betreiberwünschen angepasst. Der Betreiber forderte eine Betriebsgeschwindigkeit von 350 km/h sowie eine Aufteilung in drei Wagenklassen. Seit 2007 verkehren die Triebzüge auf unterschiedlichen regelspurigen Strecken in Spanien planmäßig.

## Geschichte
Anfang 1999 schrieb die spanische Eisenbahngesellschaft RENFE 32 Hochgeschwindigkeitszüge für die 2004 zur Eröffnung vorgesehene Schnellfahrstrecke Madrid–Barcelona international aus. Siemens beteiligte sich mit dem Velaro. Die drei weiteren Anbieter waren Talgo/Adtranz mit dem Talgo 350, AnsaldoBreda mit dem ETR 500 und Alstom/CAF mit drei Varianten des TGV. Das Konsortium von Alstom und CAF bot dabei eine modernisierte Variante der (auf dem TGV basierenden) RENFE-Baureihe 100, den TGV Duplex sowie den AGV an. Bombardier hatte sich ebenfalls beworben, konnte aber aus Sicht der RENFE kein geeignetes Produkt anbieten und habe über zu wenig Hochgeschwindigkeits-Erfahrung verfügt. Die Fertigung der Züge sollte größtenteils in Spanien erfolgen. Gleichzeitig sollte der Hersteller die Wartung übernehmen.
Mitte 2000 wurden die vier präqualifizierten Anbieter aufgefordert, binnen drei Monaten ein Angebot vorzulegen. Die Zahl der zu beschaffenden Einheiten lag dabei zwischen 26 und 40. Ende 2000 wurden Verzögerungen bei der Vergabe absehbar. Am 24. März 2001 beschloss der Verwaltungsrat der RENFE einstimmig, den Auftrag aufzuteilen: Neben dem Talgo-Konsortium, das mit der Fertigung von 16 Talgo-350-Triebzügen beauftragt wurde, erhielt Siemens den Auftrag für 16 Velaro-Triebzüge. Der Auftrag über den Bau von je 16 Velaro E1 (Serie Velaro E1) und 16 Talgo-350-Triebzügen hatte ein Gesamtvolumen von 740,4 Millionen Euro, wobei 338 Millionen Euro auf das Talgo/Bombardier-Konsortium entfallen waren.
Siemens plante, 30 Prozent der Fertigung am Unternehmensstandort Cornella (bei Barcelona) durchzuführen, während 20 Prozent der Arbeiten an die RENFE weitergegeben werden sollten. Die Vergabe weiterer Fertigungsaufträge nach Spanien wurde angestrebt. Siemens hatte sich durch Teilnahme an der Ausschreibung verpflichtet, die Fahrzeuge zu 90 Prozent in Spanien zu fertigen. Während Siemens plante, Fahrmotoren und Umrichter in seinem Werk in Cornella zu fertigen, fehlten zunächst Kapazitäten für die Fertigung der Züge in Spanien. Der Präsident der spanischen Siemens-Landesgesellschaft hatte den unterlegenen Bietern Alstom und CAF angeboten, Teile der Velaro-Produktion zu übernehmen.
Im Anschluss an die gewonnenen Ausschreibungen wurde die Finanzierung des Projektes konkretisiert. Neben verschiedenen Leasingvarianten wurde dabei auch eine Beteiligung am Betrieb der Hochgeschwindigkeitsstrecke Madrid–Barcelona erwogen. Der Vertrag über die 16 Züge wurde im Juli 2001 unterzeichnet.
Auf der Messe Eurailspeed wurde im Oktober 2002 in Madrid ein Mock-Up im Maßstab 1:1 vorgestellt.
Am 23. Dezember 2005 bestellte die RENFE zehn weitere Einheiten (Bezeichnung Velaro E2) als Teil eines Vier-Milliarden-Euro-Auftrags zur Beschaffung neuer Fahrzeuge. Die zehn nachbestellten Triebzüge sind weitgehend baugleich mit der ersten Serie. Der Gesamtwert dieser Bestellung liegt bei 430 Millionen Euro, davon 240 Millionen für die Züge und 190 Millionen Euro für die Instandhaltung über 14 Jahre. Der Verwaltungsrat der RENFE hatte die Bestellung auf zwei Sitzungen Ende Februar und Anfang März 2004 freigegeben. Insgesamt wurde bei diesen beiden Terminen die Bestellung von 141 Hochgeschwindigkeitszügen freigegeben, darunter 30 weitere Talgo 350 und 26 Talgo 250.
Der ursprüngliche Vertrag von 2001 sah vor, die Endfertigung der Züge von CAF und Alstom in Spanien durchführen zu lassen. Infolge von Qualitätsproblemen wurden die ausgelagerten Teile der Produktion an die Siemens-Standorte Krefeld-Uerdingen und Prag zurückgeholt. Lediglich die Endmontage und die statische Inbetriebsetzung von zwei der acht Wagentypen (C4 und C5) fand in Spanien im Werk Valladolid von RENFE MIT statt. Im Oktober 2004 wurde der Vertrag mit CAF und Alstom aufgehoben.
Die erste Einheit wurde am 22. Juni 2005 an die RENFE zur dynamischen Inbetriebnahme übergeben. Im Sommer begann die Indienststellung der ersten beiden Einheiten im Bahnbetriebswerk La Sagra bei Madrid. Die offizielle Präsentation des Zuges fand am 25. Juli gleichen Jahres im Siemenswerk in Krefeld-Uerdingen statt. Anfang Dezember 2005 begann die Streckenerprobung auf der Neubaustrecke Madrid–Sevilla zwischen La Sagra (bei Toledo) und (zumeist) Ciudad Real. Die Testfahrten wurden im August 2006 erfolgreich abgeschlossen.
Auf der InnoTrans 2006 wurden ein End- und zwei Mittelwagen eines Velaro E in Berlin ausgestellt.
Der letzte Zug des Velaro E1 wurde im November 2006, der erste Zug des Velaro E2 im Juli 2007 dem Kunden übergeben. Bereits 2004 sollten die ersten Fahrzeuge ausgeliefert worden sein. Aufgrund von Lieferverzögerungen zahlte der Konzern eine Vertragsstrafe von 12,9 Millionen Euro. Später erklärte sich das Unternehmen bereit, weitere 8,1 Millionen Euro zu zahlen, wobei im Rahmen einer Vereinbarung die maximale Vertragsstrafe auf 48 Millionen Euro (12 Prozent der Auftragssumme) erhöht wurde. Bis zur Betriebsaufnahme im Juni 2007 waren 18 der 26 Triebzüge ausgeliefert worden. Der Auftragswert einschließlich Wartung und technischem Service für 14 Jahre liegt bei über einer Milliarde Euro.
Die Wartung der Triebzüge erfolgt durch NERTUS, ein Joint Venture von Hersteller und Betreiber in den RENFE-Betriebswerken La Sagra und Cerro Negro. Als weiteres Depot für Hochgeschwindigkeitszüge ist der Rangierbahnhof Barcelona Can Tunis Ende 2008 in Betrieb gegangen. Bis dahin wurden die Züge an den langen unterirdischen Bahnsteiggleisen von Barcelona Sants abgestellt.

### Zukunft
Für den Hochgeschwindigkeitsverkehr nach Frankreich, für den acht bis zwanzig weitere Einheiten der Baureihe 103 hätten in Auftrag gegeben werden können, hat die RENFE den Ausschreibungsprozess abgebrochen. Grund seien finanzielle Probleme. Als Ersatz hatte die RENFE am 1. Februar 2011 bei Alstom den Umbau zehn alter Einheiten der Baureihe 100 in Auftrag gegeben.

## Einsatz
Ein erster fahrplanmäßiger Einsatz begann am 22. Juni 2007 auf dem fertiggestellten Teilstück der LAV Corredor Noreste (Madrid–Tarragona) ebenso, wie auf der bestehenden Schnellfahrstrecke Madrid–Sevilla. Nach Fertigstellung eines Teilstückes zwischen Tarragona und Barcelona verkehren beide Baureihen, neben anderen, seit 20. Februar 2008 im Fahrgastbetrieb auf den 621 Kilometern der LAV Corredor Noreste zwischen Madrid und Barcelona im Stundentakt. Sie benötigen für diese Distanz zwei Stunden und 38 Minuten. Ein weiterer Ausbau für höhere Geschwindigkeiten soll erfolgen. Die Triebzüge kommen ebenfalls auf der im Dezember 2007 fertiggestellten Schnellfahrstrecke Córdoba–Málaga zum Einsatz. Nach Aussagen der Infrastruktur-Gesellschaft ADIF von Mitte Februar 2008 haben Tests der Sicherungstechnik für 350 km/h begonnen. Dem Fahrgastbetrieb waren rund 50.000 Kilometer Testfahrten vorausgegangen.
Im ersten Betriebsjahr lag die Laufleistung zwischen zwei technischen Störungen mit mehr als zehn Minuten Verspätung bei mehr als 600.000 km.

## Technische Ausrüstung

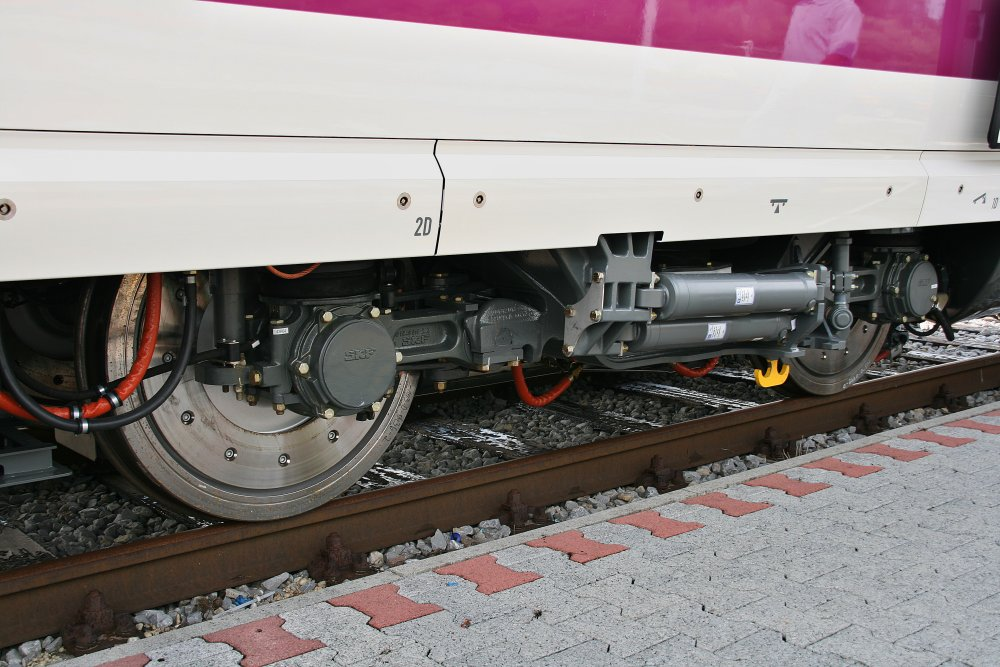
Drehgestell vom Typ SF 500 AVE des Velaro E, weitgehend baugleich zu dem des ICE 3

Äußerlich erhielt der im Grunde weiße Velaro E einen schmalen silbernen Streifen, unter dem sich ein breiterer lila-farbener Streifen befindet. Die ersten Züge der Serie trugen noch nach dem alten Farbkonzept der spanischen Eisenbahngesellschaft RENFE einen blauen Zierstreifen.
Die gesamte Traktions- und Hilfsbetriebeausrüstung ist, wie beim ICE 3, unterflur angebracht. Um die beabsichtigte Reisezeit zwischen Madrid und Barcelona einzuhalten, wurde die Traktionsleistung auf 8,8 MW, die maximale Reisegeschwindigkeit auf 350 km/h erhöht. Nach Angaben von Siemens ist der Velaro E damit der schnellste Serienzug Europas. Der Außenschallpegel bei 350 km/h beträgt rund 95 dB(A). Die Fahrmotoren sind baugleich mit denen des ICE 3. Zur Erreichung der Höchstgeschwindigkeit von 350 km/h wurde jedoch die Getriebeübersetzung geändert. Als letzter der Velaros ist der Zug mit GTO-Umrichtern ausgestattet.
Der Zug verfügt neben drei Wellenbremsscheiben pro Laufradsatz über verschleißfreie generatorische Bremsen durch die Fahrmotoren jedes einzelnen Triebdrehgestells, die eine Energierückspeisung zulassen. Auf vier Wagen des Zuges wurden zusätzlich Bremswiderstände installiert. Diese kommen als Rückfallebene zum Einsatz, wenn eine Einspeisung in das Fahrleitungsnetz nicht möglich ist, sowie grundsätzlich bei Schnellbremsungen. Unabhängig von der Oberleitung kann damit eine Bremsleistung von 7.200 kW erreicht werden.
Für die klimatischen Bedingungen Spaniens – zwischen dem heißen Mittelmeerklima Barcelonas und möglichen Kälteeinbrüchen in einem 1200 Meter hoch gelegenen Streckenabschnitt – erfolgten zahlreiche Modifikationen. So muss die Maschine laut Spezifikation zwischen −20 °C und +50 °C funktionieren, volle Traktion bis 45 °C und das Aufrüsten bis 80 °C gewährleistet sein. Die Kaltdampf-Klimaanlage wurde weitgehend redundant ausgeführt und muss bei 40 °C Außen- eine Innentemperatur von 25 °C herstellen können; die Kälteleistung je Wagen wurde dazu auf 37, die Heizleistung auf 27 kW angehoben. Der Hersteller garantiert die Funktionsfähigkeit bis 50 °C Außentemperatur; die Klimakreise von Lokführer und Fahrgästen wurden vollständig getrennt. Die Veränderungen an der Klimatisierung machten gegenüber dem ICE 3 erhebliche Veränderungen am Bordnetz notwendig.
Auch das Brandschutzkonzept wurde wesentlich weiterentwickelt: Die Technik wurde so redundant aufgebaut, dass auch bei einem Vollbrand eine begrenzte Notfahrt möglich sein soll. Der Zug genügt den Anforderungen der TSI.
Als Zugbeeinflussungssysteme wurden ETCS (Level 2) (für die Strecke Madrid–Barcelona), Linienzugbeeinflussung (zum Befahren der Neubaustrecke Madrid–Sevilla) sowie ASFA (als Rückfallebene) installiert. Neben GSM-R, das zwischen Madrid und Barcelona zum Einsatz kommt, wurde ein analoger Zugfunk zur Befahrung der Neubaustrecke nach Sevilla installiert. Die LZB wurde als STM integriert. Die zu Grunde liegende Odometrie nutzt Radare, Wegimpulsgeber sowie – im LZB-Betrieb – Beschleunigungssensoren. Jeder Führerstand verfügt über fünf Displays, darunter ein zentrales Driver Machine Interface zur Kontrolle der Zugbeeinflussungssysteme.

## Innenausstattung
Die Innenraumgestaltung unterscheidet sich im Vergleich zum ICE 3 deutlich. So sind die Einstiegsräume in hellem Ahornholz gehalten, das von horizontal verlaufenden Chromverzierungen durchzogen wird. Im Gegensatz zu den ICE 3 sind die Einstiegsräume mit Gepäckregalen ausgerüstet.
Fast alle Sitze sind drehbar und werden vor Fahrtbeginn durch das Personal in Fahrtrichtung ausgerichtet. Alle Sitze sind mit Leselampen, Audiosystem (vier Radio-, vier MP3-Kanäle) und höhenverschiebbaren Kopfkissen (mit Abdecktuch) ausgestattet, die Reihensitze auch mit Fußstützen und Zeitungsnetzen. 15-Zoll-Videomonitoren sind in allen Wagen (auch in den Lounges am Zugende), wagenweise ansteuerbar, unterhalb der Decke installiert; Filme können von drei DVD-Spielern aus gezeigt werden; die Monitoren des Fahrgastinformationssystems am Wagenende lassen sich durch Berührung bedienen (Touchscreen). Im Gegensatz zum ICE gibt es im Velaro E kein Mülltrennungssystem.
Die Velaro E wurden als reine Großraumwagenzüge konzipiert. Mit Ausnahme der Lounges an den beiden Zugenden gibt es keine Abteile. Die Einheiten wurde als gemischte Raucher- und Nichtraucherzüge geplant, verkehren aber als reine Nichtraucher-Züge. Die Sitzplätze sind wie in Flugzeugen üblich in Reihen von eins aufsteigend nummeriert, die jeweiligen Sitzplätze mit den Buchstaben A bis D bezeichnet. Aufgrund der vorgesehenen Reservierungspflicht gibt es keine Reservierungsanzeigen.
In den acht Wagen sind 404 Sitzplätze in drei Wagenklassen untergebracht:
- In der clase Club, der höchsten Kategorie, stehen im Endwagen (C1[12]) 37 Sitzplätze als Großraumbereich sowie ein (separat vermarktetes) Konferenzabteil hinter dem Führerstand zur Verfügung. Die gesamte Glastrennwand zwischen Führer- und Fahrgastraum lässt sich vom Führerstand aus elektrisch durchsichtig schalten oder in undurchsichtiges Milchglas verändern (siehe Elektrotropie). Im Bereich des Wagenübergangs gibt es eine Galley. Ein Mittelgang trennt Doppel- und Einzelsitze (2+1-Bestuhlung). Die Sitze sind mit schwarzem Leder überzogen, die Sitztiefe verstellbar; der Sitzteiler bei Reihensitzen liegt bei 1000 mm, an Tischplätzen bei 1980 mm; die Sitzbreite je Doppelsitz liegt bei 1320 mm. Kopfkissen und Klapptische an Reihensitzen sind deutlich größer als in der ersten Klasse des ICE 3. Pro Sitzplatz steht eine Steckdose zur Verfügung, an den Tischen auch eine zusätzliche Lampe, im Wagenübergang auch eine Schuhputzmaschine. Ein Servicemitarbeiter wird nur für diesen Wagen zuständig sein.[28]
- Die clase Preferente ist vergleichbar mit der 1. Klasse im ICE der Deutschen Bahn. In zwei Wagen (C2 und C3[12]) stehen 103 Sitzplätze in 2+1-Bestuhlung mit einem Sitzteiler von 980 mm (Tischplätze: 1980 mm) zur Verfügung; die Breite je Doppelsitz liegt bei 1320 mm. Die Plätze sind mit blaugrauem Flachgewebe überzogen und nicht in der Tiefe verstellbar. Zwei Steckdosen stehen pro Doppelsitz zur Verfügung.[28]
- In den vier Wagen der Clase Turista (C5 bis C8[12]), vergleichbar mit der 2. Klasse der Deutschen Bahn, stehen 264 Sitzplätze in 2+2-Bestuhlung (Lounge: 2+1) bei 920 mm Abstand (Tischplätze: 1900 mm) zur Verfügung. Die nicht tiefenverstellbaren Sitzplätze waren ursprünglich mit türkisfarbenem Velours überzogen, zwischenzeitlich sind sie mit Lederbezügen ausgestattet. Die Sitzbreite je Doppelsitz liegt bei 1075 mm. Im Endwagen gibt es neben der Lounge (hinter dem Führerstand) auch eine Küche für das Personal.[28]

Zwischen der clase Preferente und der clase Turista gibt es einen Servicewagen (C4) mit Zugchef-Abteil, Cafeteria, Bistro, Servicebereich mit Trolleys und Gepäckraum, Heißluft- und Tiefkühlgerät, Kaffeeautomat, Bierzapfanlage und Glas-Kühlvitrine. In diesem Wagen wird aufgegebenes Gepäck gelagert.
Die Ausstattung der vier Galleys ist unterschiedlich und orientiert sich am Serviceangebot der zugehörigen Klasse, das von Getränken (Turista-Klasse) bis hin zu Menüs am Platz (Club-Klasse) reicht. Während in der Turista-Küche beispielsweise lediglich eine Kühlanlage vorhanden ist, steht in der Club-Galley auch eine Kaffeemaschine, ein Heißluftgerät und eine Spülmaschine zur Verfügung. In der Galley der Cafeteria sind die meisten Einrichtungen vorhanden. Zur Verbesserung der Handhabung von Trolleys wurden die Wagenübergänge abgeflacht.
Im Unterschied zum ICE 3 befinden sich in jedem Wagen, mit Ausnahme des Speisewagens, Toiletten. Neben einem Handtuchspender wurde auch ein Händetrockner installiert.
Am 6. November 2008 erhielt der Velaro E für seine Innenausstattung den Railway Interiors Innovation and Excellence Award 2008 und damit die Auszeichnung Bestes Design des Jahres. Am 10./11. November 2008, während des IPMA-Weltkongresses in Rom, wurde dem Projekt Velaro E2 die Auszeichnung Project Excellence verliehen.

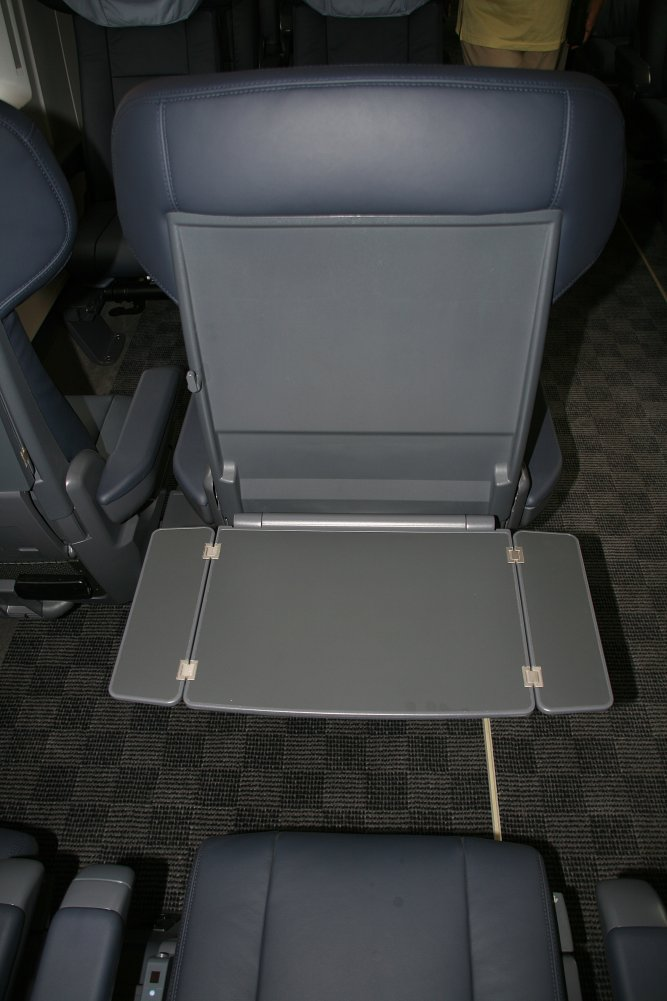
Sitz mit Flügelklapptisch in der Club-Klasse
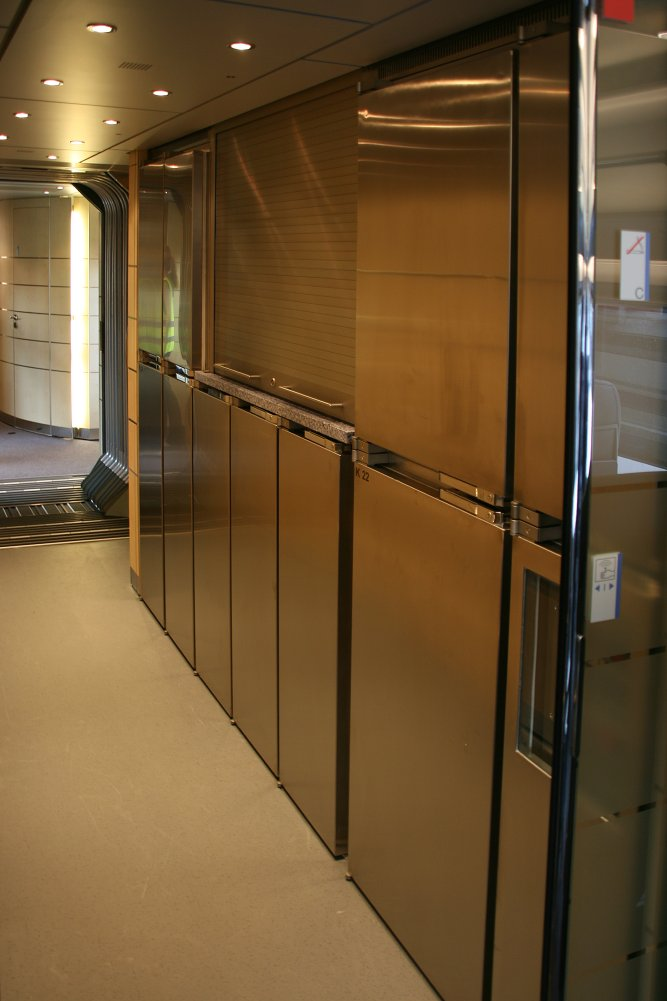
Küche am Wagenende des Club-Wagens
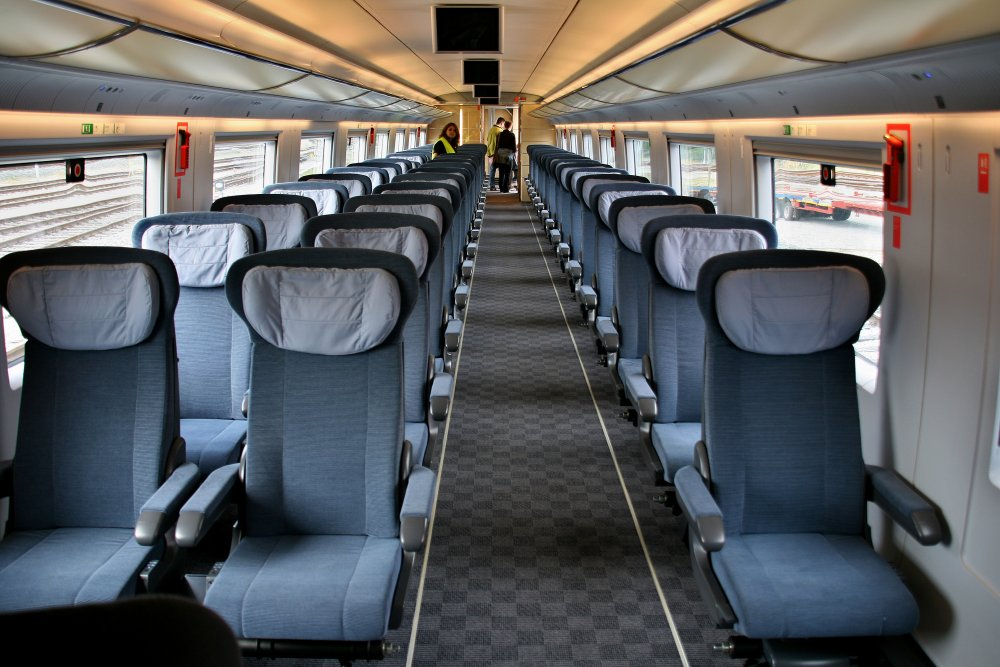
Einer der beiden Wagen der Preferente-Klasse, der mittleren der drei Klassen
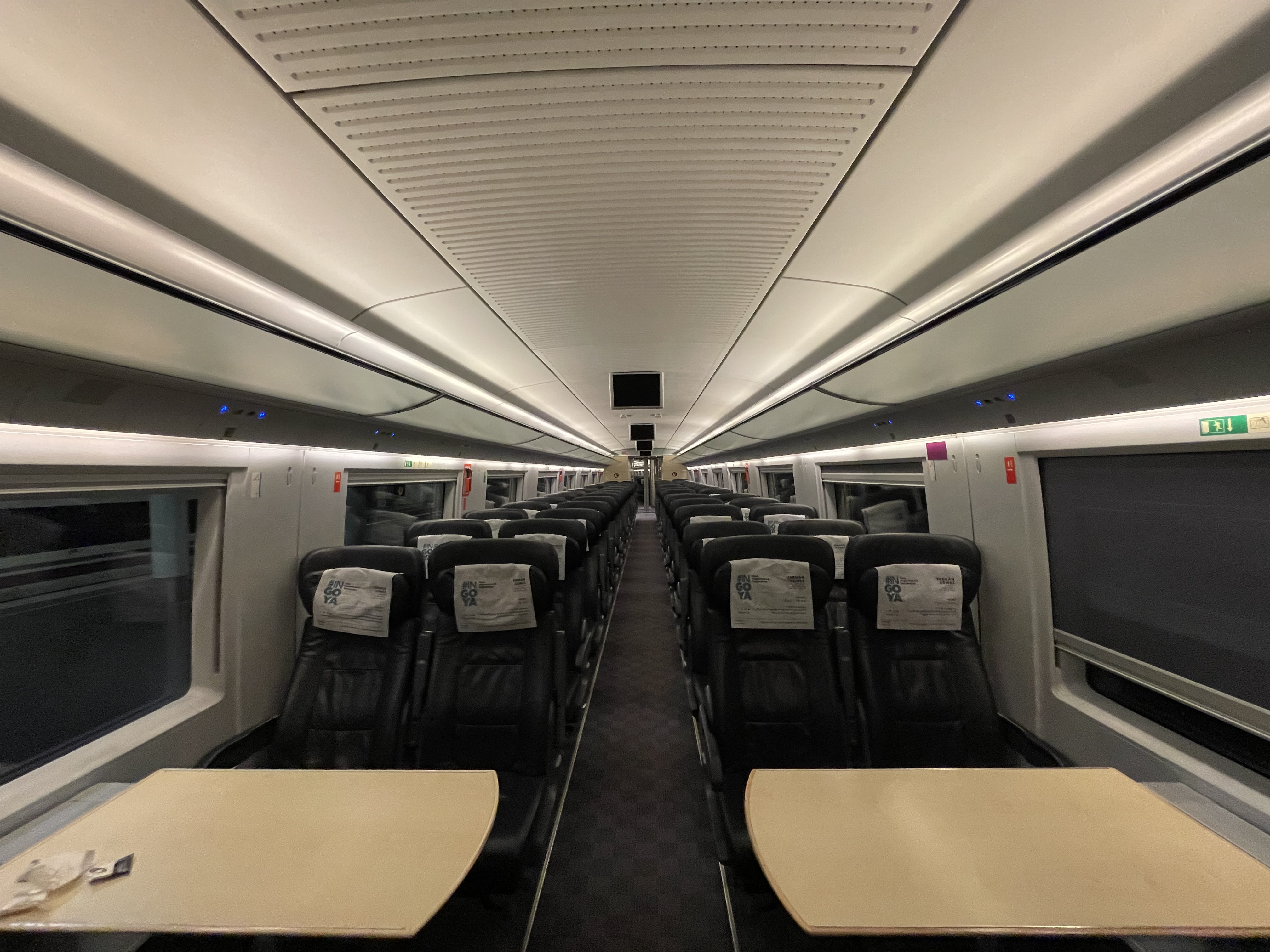
Turista-Klasse
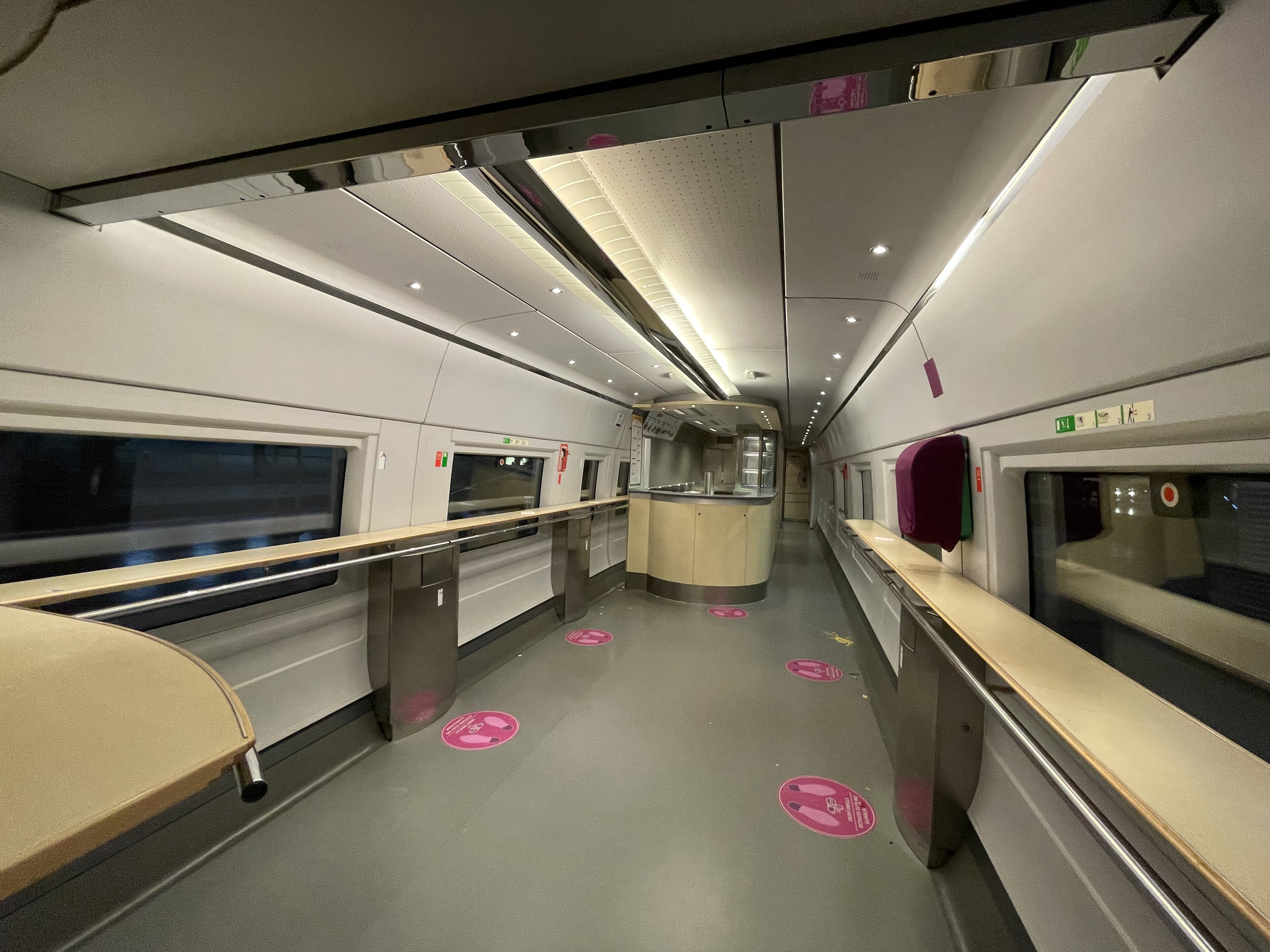
Die Wagencafeteria
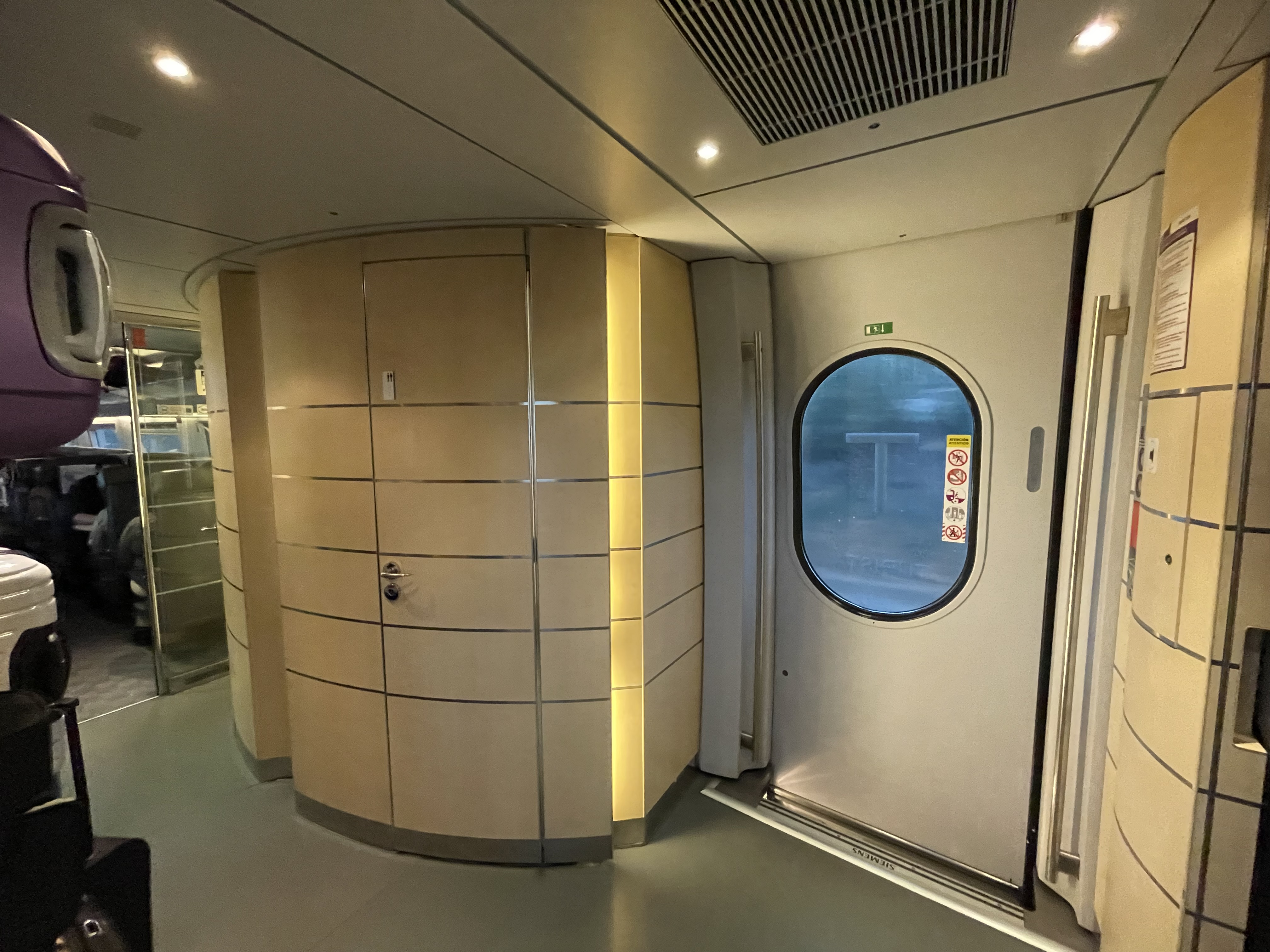
Vorraum des Großraumwagens mit Toilette (rechts) und Gepäckablage (links). Im Hintergrund ist ein Ahornfurnier zu erkennen, das zum Schutz vor Beschädigungen durch Trolleys mit Stoßschutzleisten aus Edelstahl versehen wurde.

## Rekordfahrt
Am 16. Juli 2006 erreichte ein Velaro E auf einem abschüssigen Streckenabschnitt zwischen Guadalajara und Calatayud eine Geschwindigkeit von 403,7 km/h. Damit wurde er, ohne Ausschöpfung seiner vollen Leistungsreserve, zum schnellsten Serienzug der Welt, denn dieser war kein spezieller Prototyp, sondern hat ohne Umbauten diese Geschwindigkeit aus dem Stand erreicht. Nach Angaben von Siemens könne der Zug auch über 420 km/h erreichen.